# Метју Шпирановић
Метју Шпирановић (27. јун 1988) аустралијски је фудбалер.

## Репрезентација
За репрезентацију Аустралије дебитовао је 2008. године, наступао и на Светском првенству 2014. године. За национални тим одиграо је 35 утакмица.

## Статистика
| Аустралија | Аустралија | Аустралија |
| Год.       | Ута.       | Гол.       |
| ---------- | ---------- | ---------- |
| 2008       | 2          | 0          |
| 2009       | 2          | 0          |
| 2010       | 1          | 0          |
| 2011       | 7          | 0          |
| 2012       | 4          | 0          |
| 2013       | 0          | 0          |
| 2014       | 5          | 0          |
| 2015       | 9          | 0          |
| 2016       | 4          | 0          |
| 2017       | 1          | 0          |
| Укупно     | 35         | 0          |